# باوئر (نام خانوادگی)
باوئِر (به آلمانی: Bauer) یک نام خانوادگی آلمانی به معنی خرده‌دهقان‌پیشه یا کشاورز است. افراد سرشناس با این نام خانوادگی از این قرارند:
- اتو باور (۱۸۸۱–۱۹۳۸)، سیاستمدار اتریشی
- استیون باوئر، بازیگر آمریکایی
- برونو باور (۱۸۰۹–۱۸۸۲)، فیلسوف و تاریخدان آلمانی
- فریدریش ال باوئر (۱۹۲۴–۲۰۱۵)، دانشمند کامپیوتر اهل آلمان
- کریس باوئر (زادهٔ ۱۹۶۶)، بازیگر آمریکایی
- کریستین باور وان استراتن (زادهٔ ۱۹۷۳)، بازیگر آمریکایی
- گوستاف باوئر (۱۸۷۰–۱۹۴۴)، صدراعظم آلمان در میان سال‌های ۱۹۱۹ تا ۱۹۲۰
- میشل باور (زادهٔ ۱۹۵۸)، بازیگر پورنوگرافی اهل ایالات متحده آمریکا
- ویلهلم باور (۱۸۲۲–۱۸۷۵)، مخترع، و مهندس اهل کنفدراسیون آلمان
- یوگنی باور (۱۸۶۵–۱۹۱۷)، کارگردان فیلم‌های صامت اهل امپراتوری روسیه
- هانس-اووه باوئر، هنرپیشه‌ی آلمانی
- ارنست گ باوئر، فیزیک‌دان

## شخصیت‌های داستانی
از مجموعهٔ تلویزیونی ۲۴:
- جک باور یا جک باوئر، یکی از شخصیت‌های مجموعهٔ تلویزیونی ۲۴ با بازی کیفر ساترلند
- کیم باور، یکی از شخصیت‌های مجموعهٔ تلویزیونی ۲۴ با بازی الیشا کاتبرت
- تری باور، یکی از شخصیت‌های مجموعهٔ تلویزیونی ۲۴ با بازی لسلی هوپ